# Gama nůž

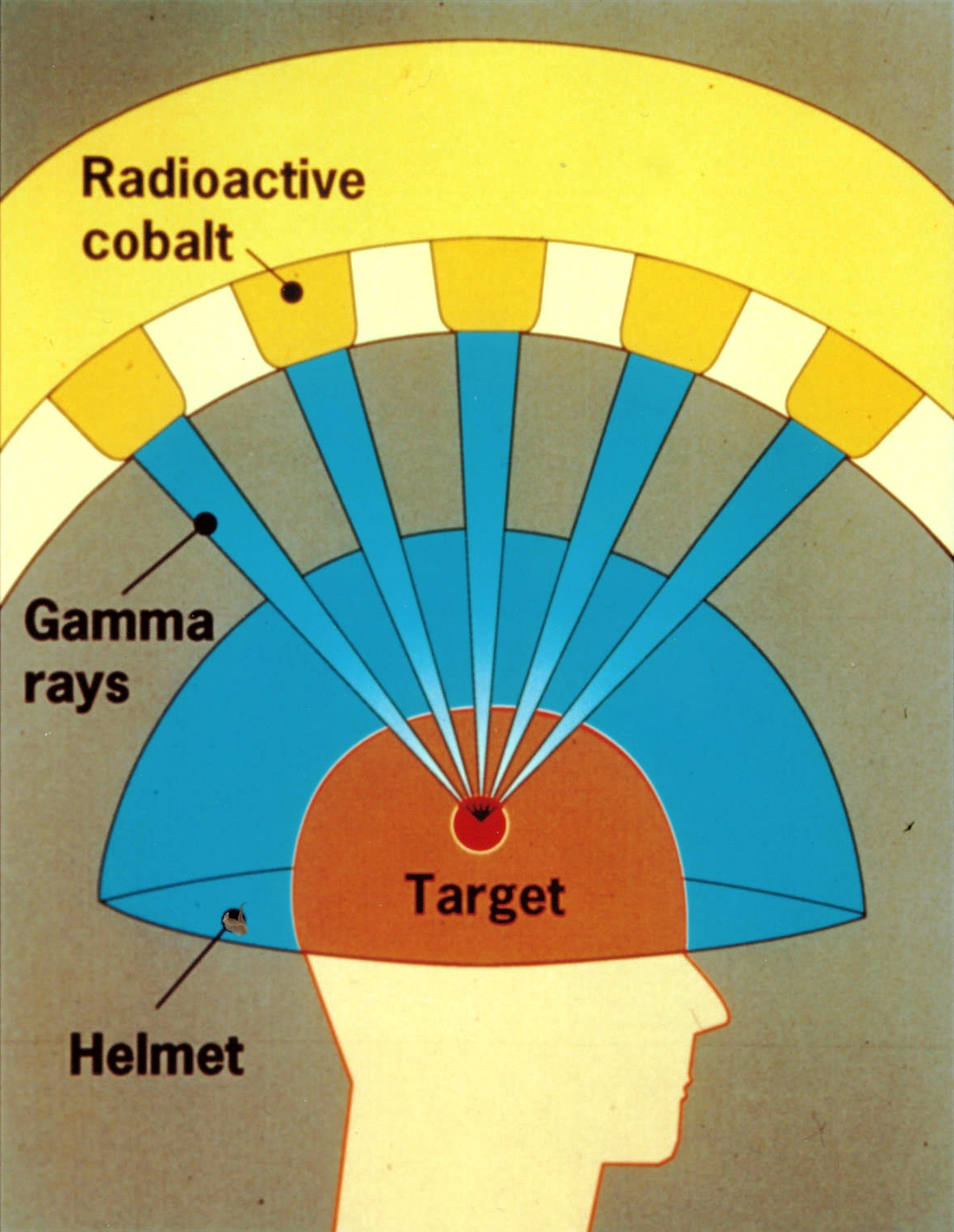
Schéma principu fungování gama nože

Gama nůž nebo také Leksellův gama nůž je lékařský přístroj, který se používá v radiochirurgii pro ozařování lézí v mozku. Přístroj umožňuje dosáhnout vysoké přesnosti zaměření ošetřované léze. Přístroj využívá záření gama – elektromagnetické záření izotopu 60Co.

## Historie

### Svět
Historie gama nože začala ve švédském Stockholmu, kde švédský chirurg Lars Leksell se svým kolegou radiobiologem Borje Larssonem začali v roce 1951 vyvíjet koncept neinvazivní metody schopné s maximální přesností a s minimálním poškozením okolních tkání likvidovat zhoubná ložiska v mozku. S vývojem přístroje pro aplikaci této metody skončili až v roce 1968. Přístroj používá záření gama a skládá se z kobaltových zářičů, název gama nůž dostal až později.

### Česko
Historie gama nože v České republice začala v roce 1992, kdy se uskutečnila sbírka Nadace Charty 77, která dosahovala takových rozměrů, že podle jistých odborníků[kdo?] předčila i sbírku na pomoc vyhořelému Národnímu divadlu v Praze. Přístroj byl zakoupen a uveden do provozu 26. října 1992, výrobní číslo měl 37, v Evropě se jednalo o 8. přístroj a v postkomunistických zemích o první. Gama nůž byl instalován v pražské nemocnici Na Homolce, kde se v letech 1992–2003 uskutečnilo více než 5500 zákroků tímto přístrojem; ročně se zde potom od roku 2003 provede více než 800 těchto zákroků, což je třikrát více než je mezinárodní průměr.

## Léčba
Gama nůž se používá při nejrůznějších mozkových nemocech, jako jsou například zhoubné a nezhoubné nádory mozku, cévní malformace mozku. Léčí se i epilepsie[zdroj?] nebo Parkinsonova nemoc[zdroj?]. Nově se pomocí gama nože mohou léčit také symptomy doprovázející glaukom (např. nesnesitelná bolest hlavy), nikoliv však glaukom samotný.

## Princip
Tento asi dvacetitunový přístroj funguje na principu polosféry. Jedná se o helmu, do které je upevněná hlava. V helmě je umístěno 192 kobaltových zářičů, které jsou všechny zaměřeny na jedno místo, které ozáří. Díky malé intenzitě záření z jednotlivých zdrojů se ale nepoškodí okolní tkáň; léčebné účinky má jen na místo, kam směřují všechny zářiče.